# Neoserica squalida
Neoserica squalida är en skalbaggsart som beskrevs av Brenske 1899. Neoserica squalida ingår i släktet Neoserica och familjen Melolonthidae. Inga underarter finns listade i Catalogue of Life.